# L-165041
L-165041，分子式C
22H
26O
7，属于苯氧基乙酸的衍生物，是过氧化物酶体增殖物活化受体δ（PPARδ）的激动剂，其效果和对于PPARδ的选择性均弱于GW501516